# 算王庄站
算王庄站位于中华人民共和国山东省菏泽市牡丹区吕陵镇，建于1985年。距新乡站155公里，距兖州站159公里。现为三等站。客运：除职工通勤外，不办理旅客乘降，行李、包裹托运；货运：停止办理整车货物发到。本站是新兖铁路上郑州铁路局管辖范围最东端的车站。除每日开行往返新乡至算王庄的57021/2次通勤列车外，本站不办理任何客货业务。